# Referència de voltatge bandgap

Circuit d'una referència de bandgap de Brokaw.

Una referència de voltatge bandgap és un circuit de referència de voltatge independent de la temperatura molt utilitzat en circuits integrats. Produeix una tensió fixa (constant) independentment de les variacions de la font d'alimentació, els canvis de temperatura o la càrrega del circuit d'un dispositiu. Normalment té una tensió de sortida al voltant de 1,25 V (a prop del teòric 1.22 eV banda buida de silici a 0 K). Aquest concepte de circuit va ser publicat per primera vegada per David Hilbiber el 1964. Bob Widlar, Paul Brokaw i altres van seguir amb altres versions d'èxit comercial.

Punt característic i d'equilibri de T1 i T2.

La diferència de tensió entre dues unions p–n (per exemple, díodes), que funcionen a diferents densitats de corrent, s'utilitza per generar un corrent que és proporcional a la temperatura absoluta (PTAT) en una resistència. Aquest corrent s'utilitza per generar una tensió en una segona resistència. Aquesta tensió al seu torn s'afegeix a la tensió d'una de les unions (o una tercera, en algunes implementacions). La tensió a través d'un díode que funciona a corrent constant és complementària a la temperatura absoluta (CTAT), amb un coeficient de temperatura d'aproximadament -2 mV/K. Si s'escull correctament la relació entre la primera i la segona resistència, es cancel·laran els efectes de primer ordre de la dependència de la temperatura del díode i el corrent PTAT. La tensió resultant és d'aproximadament 1,2-1,3 V, depenent de la tecnologia particular i del disseny del circuit, i s'aproxima al teòric 1.22 eV bandgap de silici a 0 K. El canvi de tensió restant sobre la temperatura de funcionament dels circuits integrats típics és de l'ordre d'uns pocs mil·livolts. Aquesta dependència de la temperatura té un comportament residual parabòlic típic, ja que els efectes lineals (de primer ordre) es trien per cancel·lar.